# متعهد مشتريات
الاستعانة بمصادر خارجية للمشتريات أو أختصارًا متعهد مشتريات، هو نقل أنشطة المشتريات الرئيسيّة المحدّدة المتعلقة بالتوريد وإدارة الموردين إلى طرف ثالث - ربما لتقليل التكاليف الإجمالية أو ربما لتشديد تركيز الشركة على كفاءاتها الأساسية، عادةً ما يكون تصنيف المشتريات وإدارة البائعين للمواد والخدمات غير المباشرة (يشار إليها عادةً باسم المشتريات غير المباشرة) أكثر أنشطة الاستعانة بمصادر خارجية شيوعًا.

## نظرة عامة
تسمح فرق المشتريات الخارجية للشركات بالإستفادة على الفور من الدعم والخبرة المتخصصين ذوي الخبرة في مجال المشتريات، هذا يتجنب إنشاء فريق داخلي (موارد جديدة) والوقت اللازم لذلك الفريق ليهيكل نفسه وعملياته وخبراته.
يعد الشراء بالإستعانة بمصادر خارجية حلًا متاحًا للشركات التي ليس لديها كفاءات داخلية ولكنها ترغب في الاستفادة بسرعة من إجراءات الشراء (خفض التكلفة والموردين وإدارة العقود...) - لديك خبرة (كقسم مثلاً) المشتريات الداخلية ولكنك ترغب في الاستعانة بمصادر خارجية لنشاط في مجال (مجالات) محددة مثل المواد والخدمات غير المباشرة. - النظر في المشتريات كوظيفة غير إستراتيجية / أساسية وترغب في إدارتها من قبل مزود خدمة المشتريات - ترغب في تطوير وظيفة مشتريات بسرعة لتحقيق وفورات، مع الاستعداد لتطوير هذه الوظيفة داخليًّا في المدى المتوسط.
يتم التفكير في الاستعانة بمصادر خارجية للمشتريات بطريقة كبيرة في شركات تصنيع السيارات في الهند والصين لأنه مع زيادة عدد السيارات التي يتم إنتاجها كل يوم يمر، هناك حاجة إلى مزيد من ساعات العمل في قضايا تافهة مثل تسليم المواد في الوقت المناسب، من ثم لا يمكن لفريق المشتريات التركيز على كفاءته الأساسية في المفاوضات وإختيار البائعين.

## فئات المشتريات
عادة ما يقسم متخصصو المشتريات أنشطة الشراء إلى قسمين:
1. الشراء المباشر . الفئات المباشرة هي جميع السلع المشتراة من قبل الشركة والتي تدخل مباشرة في عملية الإنتاج لتلك الشركة. بالنسبة لصناعة الأغذية كمثال، ستكون المكونات والتعبئة هي الفئات الرئيسية للمشتريات المباشرة.
2. الشراء غير المباشر . الفئات غير المباشرة هي جميع السلع والخدمات التي تشتريها الشركة لتمكين نشاطها. يستلزم ذلك نطاقًا واسعًا، بما في ذلك الخدمات المتعلقة بالتسويق (شراء الوسائط، والوكالات)، والخدمات المتعلقة بتكنولوجيا المعلومات (الأجهزة، والبرمجيات)، والخدمات المتعلقة بالموارد البشرية (وكالات التوظيف، والتدريب)، وإدارة المرافق والخدمات المكتبية (الاتصالات، والأثاث، والتنظيف، والمطاعم، طابعات) أو مرافق (غاز، كهرباء، ماء)... إلخ.

## مقدمو خدمات المشتريات (PSP)
يكرس مقدمو خدمات المشتريات المتخصصون جهودهم للمشتريات وقد طوروا خبرة قوية في مجالي «متعهد مشتريات» و«المشتريات»، ولا سيما في المشتريات غير المباشرة. بالإضافة إلى ذلك، تقدم العديد من الشركات الاستشارية خدمات الاستعانة بمصادر خارجية للمشتريات بطريقة محدودة، مع التركيز بشكل أساسي على المدخلات أو التوصيات الاستراتيجية. عادة ما يطلب مقدمو خدمات المشتريات مكافأة ثابتة مقابل الالتزام بتوفير التسليم. يعمل بعض مقدمي الخدمة أيضًا على الحوافز أو الرسوم المتعلقة بالأداء (٪ من المدخرات). بصرف النظر عن الاستعانة بمصادر خارجية للمشتريات، ستقدم PSP خدمات أخرى مثل تحليل الإنفاق أو تقييمات الفرص.